# Clivia nobilis
Espèce
Clivia nobilis est une espèce de plantes de la famille des Amaryllidacées originaire d'Afrique du Sud.